# Irmgard Seefried
Irmgard Seefried (Köngetrieb (Beieren), 9 oktober 1919 - Wenen, 24 november 1988) was een Duitse sopraan.

## Levensloop
Irmgard Seefried ontving haar eerste muzieklessen van haar vader. Later studeerde ze zang aan het conservatorium in Augsburg.
In 1939 maakte zij haar debuut als priesteres in Giuseppe Verdi's Aida in het Stadtheater in Aken. Vier jaar later volgde haar debuut bij de Weense staatsopera, waar ze tot 1954 aan verbonden zou blijven. Daarnaast zong ze onder meer voor de Covent Garden in Londen, het Teatro alla Scala in Milaan, de Metropolitan Opera in New York en Salzburg.
Naast operazangeres was ze een zeer geliefd vertolkster van liederen. Haar opnamen van liederen van Wolfgang Amadeus Mozart, Franz Schubert, Johannes Brahms en Modest Moessorgski zijn onovertroffen. Ook haar beroemde Salzburgse recital van Goethe-liederen wordt alom geprezen.
Seefrieds stem is uniek en kenmerkt zich door de heldere, volstrekt natuurlijke klank. Elisabeth Schwarzkopf vertelde ooit dat iedereen haar stem benijdde, omdat alles waarvoor iedereen zich zo inspande, bij haar zo vanzelfsprekend leek te gaan.
Seefried was de echtgenote van de beroemde Oostenrijkse violist en concertmeester Wolfgang Schneiderhan.

## Opnamen (selectie)
- Ludwig van Beethoven: Fidelio. Ferenc Fricsay, 1963. Fidelio: Leonie Rysanek – Florestan: Ernst Haefliger, Marzelline: Irmgard Seefried, Jacquino: Friedrich Lenz, Rocco: Gottlob Frick, Don Pizarro Dietrich Fischer-Dieskau, Don Fernando: Kieth Engen, koor van de Bayerische Staatsoper, Bayerisches Staatsorchester
- Richard Strauss: Der Rosenkavalier. Karl Böhm, 1959. Marschallin: Marianne Schech, Oktavian: Irmgard Seefried, Sophie: Rita Streich, baron Ochs: Kurt Böhme, Faninal: Dietrich Fischer-Dieskau, Duenna: Ilona Steingruber, Valzacchi: Gerhard Unger, Annina: Sieglinde Wagner, een kastelein: Gelmut Goldmann, koor van de Staatsoper Dresden (repetitie: Ernst Hintze), Staatskapelle Dresden
- Ambroise Thomas: Mignon. Jean Fournet, 1964. Mignon: Irmgard Seefried, Philine: Catherine Gayer, Wilhelm Meister: Ernst Haefliger, Lothario: Kieth Engen, Chor Raymond St. Paul (repetitie: Roger List), Orchestre des Concerts Lamoreux, gezongen in de Duitse taal

- Biblioteca Nacional de España: XX1592215
- Bibliothèque nationale de France: cb138996239 (data)
- CiNii: DA09151901
- Gemeinsame Normdatei: 118760432
- International Standard Name Identifier: 0000 0001 2138 251X
- Library of Congress Control Number: n80102218
- Nationale Bibliotheek van Letland: 000104865
- MusicBrainz: ec0b896e-0fe5-47b2-b2f0-bc826641cb96
- Nationale Bibliotheek van Tsjechië: pna2012691981
- Nationale Bibliotheek van Israël: 987007446211705171
- Nationale Bibliotheek van Polen: a0000002433096
- Nederlandse Thesaurus van Auteursnamen: 072309024
- SNAC: w6474h3j
- Système universitaire de documentation: 084289422
- Virtual International Authority File: 300800117
- WorldCat: E39PBJbGXRXmCRPkprHXh7FFrq